# Douds (Iowa)
Douds es un lugar designado por el censo ubicado en el condado de Van Buren en el estado estadounidense de Iowa. En el Censo de 2010 tenía una población de 152 habitantes y una densidad poblacional de 25,37 personas por km².

## Geografía
Douds se encuentra ubicado en las coordenadas 40°50′30″N 92°4′17″O / 40.84167, -92.07139. Según la Oficina del Censo de los Estados Unidos, Douds tiene una superficie total de 5.99 km², de la cual 5.73 km² corresponden a tierra firme y (4.37%) 0.26 km² es agua.

## Demografía
Según el censo de 2010, había 152 personas residiendo en Douds. La densidad de población era de 25,37 hab./km². De los 152 habitantes, Douds estaba compuesto por el 98.68% blancos, el 0% eran afroamericanos, el 0% eran amerindios, el 0.66% eran asiáticos, el 0% eran isleños del Pacífico, el 0% eran de otras razas y el 0.66% pertenecían a dos o más razas. Del total de la población el 0% eran hispanos o latinos de cualquier raza.